# Kigurumi (costume)

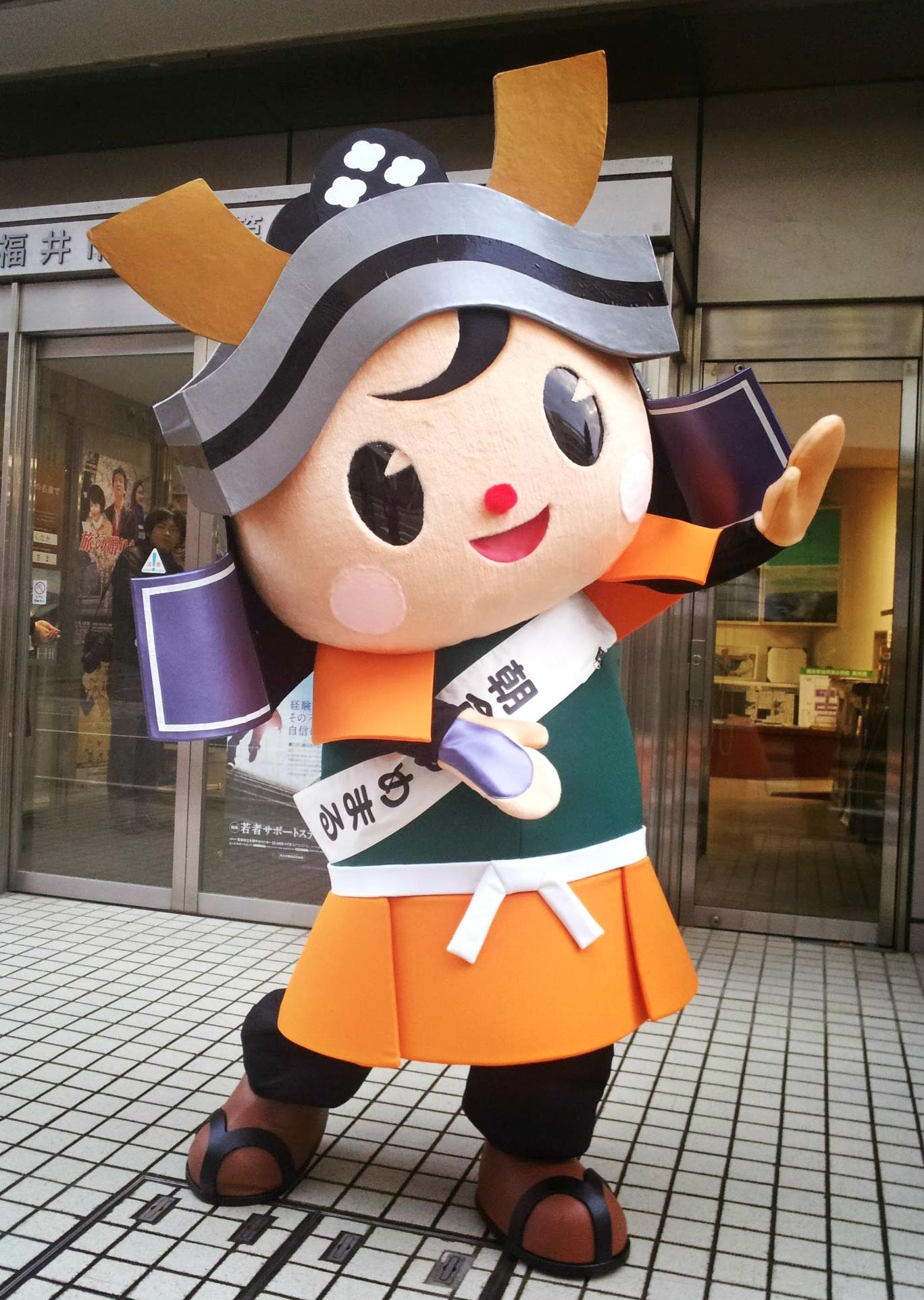
Esempio di kigurumi

Kigurumi è un termine giapponese per indicare il cosiddetto "gioco delle bambole viventi"; si tratta di costumi composti da una calzamaglia completa e da una maschera di gomma o resina con le fattezze di un personaggio dei manga.
Spesso il kigurumi viene confuso con il più noto e diffuso cosplay, ma differisce da esso per il fatto che il costume è completo e comprende anche una calzamaglia completa e una maschera fatta in resina, a volte, ma molto raramente, in gomma o in lattice (non è una maschera come quelle che si comprano per Carnevale o Halloween, ma è realizzata in casa o in studio in una maniera molto particolare), e solo talvolta può succedere di trovarne in vendita, ma solitamente, per i motivi sopra descritti, esse hanno un prezzo che può superare i 1000 $.
Per quanto riguarda quelli in Giappone, sono presenti quasi in tutte le fiere del fumetto.
Un esempio di kigurumi molto conosciuto in Italia è il Gabibbo.